# Rue John-Kennedy (Beyrouth)
Pour les articles homonymes, voir Rue John-Fitzgerald-Kennedy.
La rue John Kennedy est une voie de Beyrouth, la capitale du Liban. 

## Situation et accès
Cette rue située à Ras Beyrouth, est à sens unique ; elle s'étend d'est en ouest, de la rue de Phénicie, croise la rue Nicolas Rebeiz et la rue Van Dyck, puis se dirige vers le sud le long des murs du campus de l'Université américaine de Beyrouth jusqu'à rejoindre la rue Clemenceau où elle se termine. C'est avant tout une rue résidentielle avec de petits hôtels.

## Origine du nom
Elle rend honneur au président John F. Kennedy.

## Historique
Cette rue, nommée d'abord « rue Pertuis », a été rebaptisée « rue John-Kennedy » le 30 novembre 1963.

## Bâtiments remarquables et lieux de mémoire

### Dans la littérature
- Soujourns de Christina Pantoja-Hidalgo : « C'est une volée de soixante-dix-sept marches de pierre, reliant notre rue à la rue John Kennedy, où se trouve le bureau de Tony. »

- The Man in the Middle de Hugh Atkinson : « Il poussa son sac devant lui dans le taxi et indiqua au chauffeur de le mener à la rue John Kennedy. »